# とろろおくらめかぶなっとう
「とろろおくらめかぶなっとう」は、テツandトモの9枚目のシングル。あるいは同シングルの収録曲。2016年6月22日に、ワーナーミュージック・ジャパンから発売。
タイトル曲「とろろおくらめかぶなっとう」は、2016年6月 - 7月に、NHKの音楽番組『みんなのうた』で放送された。作詞：つじぞー☆、作曲・編曲：サワグチカズヒコ。

## 概要
- ねばねばな食べ物「とろろ」「オクラ」「メカブ」「納豆」を題材にして、それぞれの食べ物を好き嫌いせず食べようということと、粘り強い心の大切さをかけ合わせて歌っている。
- 歌を担当したテツandトモは、2004年8月・9月に放送された「サイボウの不思議」以来、12年ぶり2回目の『みんなのうた』出演となる。
- アニメーションの映像は青木純が担当し、とろろ・オクラ・メカブ・納豆をそれぞれキャラクター化して描いた。

## 収録曲
1. とろろおくらめかぶなっとう (NHK「みんなのうた」ヴァージョン) (2:24)
  - 作詞：つじぞー☆、作曲：サワグチカズヒコ
2. アッハッハ! (2:27)
  - 作詞：渡辺なつみ、作曲：浜圭介、編曲：家原正樹
3. とろろおくらめかぶなっとう (フル・ヴァージョン) (2:57)
4. とろろおくらめかぶなっとう (オリジナル・カラオケ)
5. アッハッハ! (オリジナル・カラオケ)